# Max Clayton
Max James Clayton (Crewe, Inglaterra; 9 de agosto de 1994) es un futbolista inglés. Juega como delantero y su equipo actual es el Blackpool F.C. de la Football League One de Inglaterra.

## Clubes
| Club             | País       | Año         |
| ---------------- | ---------- | ----------- |
| Crewe Alexandra  | Inglaterra | 2011 - 2014 |
| Bolton Wanderers | Inglaterra | 2014 - 2017 |
| Blackpool F.C.   | Inglaterra | 2017 -      |